# Nectandra matudai
Nectandra matudai är en lagerväxtart som beskrevs av Cyrus Longworth Lundell. Nectandra matudai ingår i släktet Nectandra och familjen lagerväxter. Inga underarter finns listade i Catalogue of Life.